# 대전중부경찰서
대전중부경찰서(大田中部警察署, Daejeon Jungbu Police Station)는 대전광역시경찰청이 관할하는 경찰서 중 하나이다. 대전광역시 중구 일대를 관할한다. 대전광역시 중구 중앙로 112에 있다.
서장은 총경으로 보한다.

## 연혁
- 1906년 7월 16일: 충청남도경무서 대전분서 설치[2]
- 1908년 7월 28일: 대전경찰서로 변경[3]
- 1990년 10월 5일: 대전동부경찰서 분리
- 1991년 7월 1일: 대전중부경찰서로 변경

## 조직
| - 청문감사관 - 112종합상황실 - 경무과 | - 생활안전과 - 여성청소년과 - 수사과 | - 형사과 - 경비교통과 - 정보보안과 |

## 관할 파출소 및 지구대
대전중부경찰서는 3개의 지구대와 2개의 파출소를 산하에 두고 있다.
| 명칭         | 주소             | 관할구역                                                                                              | 치안센터                   |
| ------------ | ---------------- | --- | -------------------------- |
| 남대전지구대 | 대종로 373       | 석교동, 옥계동, 호동, 부사동, 문창동, 대흥동 일부                                                     | 석교치안센터               |
| 서대전지구대 | 중앙로 14        | 태평1·2동, 용두동, 대사동, 오류동, 문화1동 일부, 대흥동 일부                                          | 태평치안센터               |
| 유등지구대   | 계백로1566길 104 | 유천1·2동, 산성동, 사정동, 안영동, 구완동, 무수동, 침산동, 목달동, 정생동, 어남동, 금동, 문화1동 일부 | 문화2치안센터 산성치안센터 |
| 선화파출소   | 선화서로 91      | 은행동, 선화동 일부                                                                                   | 여성청소년치안센터         |
| 중촌파출소   | 대종로 661-1     | 중촌동, 목동, 선화동 일부                                                                             |                            |